# Дірк Кейт
Дірк Кейт (МФА: [dɪrk kœyt] ( прослухати), нід. Dirk Kuijt, нар. 22 липня 1980, Катвейк) — нідерландський футболіст, нападник, колишній гравець збірної Нідерландів.

## Клубна кар'єра

### «Утрехт»
З «Утрехтом» Кейт підписав контракт у віці 18 років. У складі команди виграв Кубок, перемігши у фіналі «Феєнорд» з рахунком 4-1, один з м'ячів забив Дірк. По закінченню сезону Кейт перейшов до «Феєнорда».

### «Феєнорд»
У першому сезоні Дірк Кейт відзначився 20-ма голами. У першому матчі сезону 2004*2005 відзначився першим хет-триком у ворота «Графсхапту».
У 2005 році Кейт став капітаном команди, і зміг відзначитися в сезоні 25-ма голами.
Влітку Дірк перейшов до англійського «Ліверпуля», пояснюючи це бажанням грати в Прем'єр-лізі.

### «Ліверпуль»

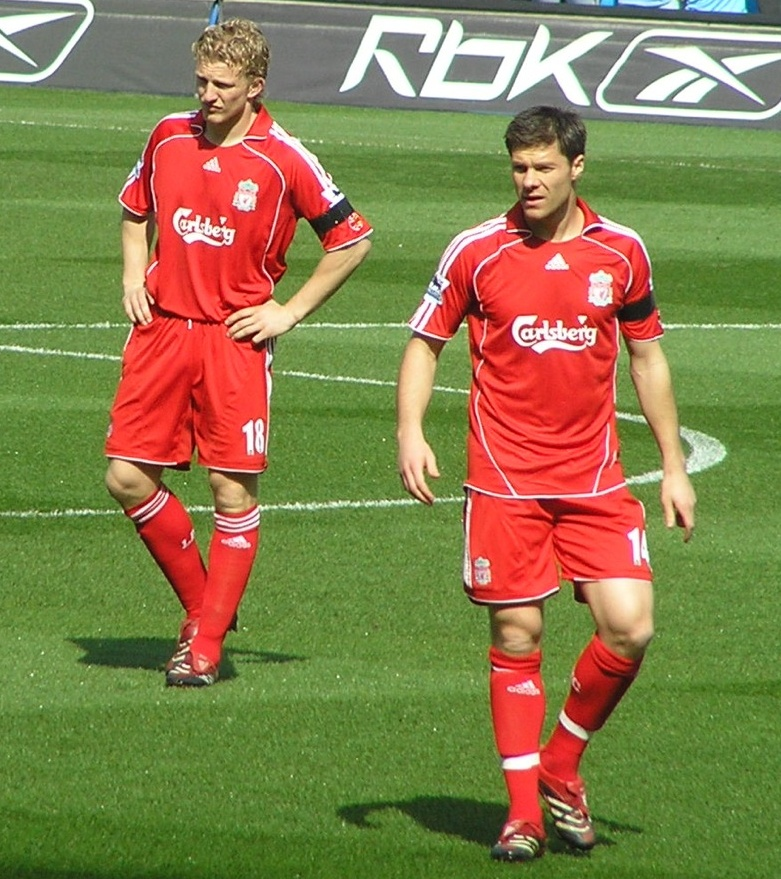
Кейт (ліворуч) з колишнім партнером по команді Хабі Алонсо у «Ліверпулі»

Кейт дебютував за нову команду 26 серпня 2006 року у матчі з «Вест Хемом». У третій грі за «червоних», 20 вересня, Кейт забив гол у ворота «Ньюкасла» .
У сезоні 2007/2008 перший м'яч забив у ворота «Тулузи» 28 серпня.
У наступному сезоні Кейт відзначився 15-ма голами за сезон.
6 лютого 2010 Дірк забив 4-й гол у мерсісайдському дербі.
24 лютого 2011 року Кейт забив гол у ворота «Спарти» (Прага), який став єдиним у двоматчевому двобої 1/16 Ліги Європи. 6 березня Кейт забив перший хет-трик за «Ліверпуль» у ворота найпринциповішого суперника — «Манчестер Юнайтед»  .
28 січня 2012 року забив переможний гол у ворота «Манчестер Юнайтед» у четвертому раунді кубка Англії. 31 січня 2012 року Дірк відзначився забитим м'ячем у виїзному матчі проти «Вулвергемптон Вондерерз».

## Кар'єра в збірній

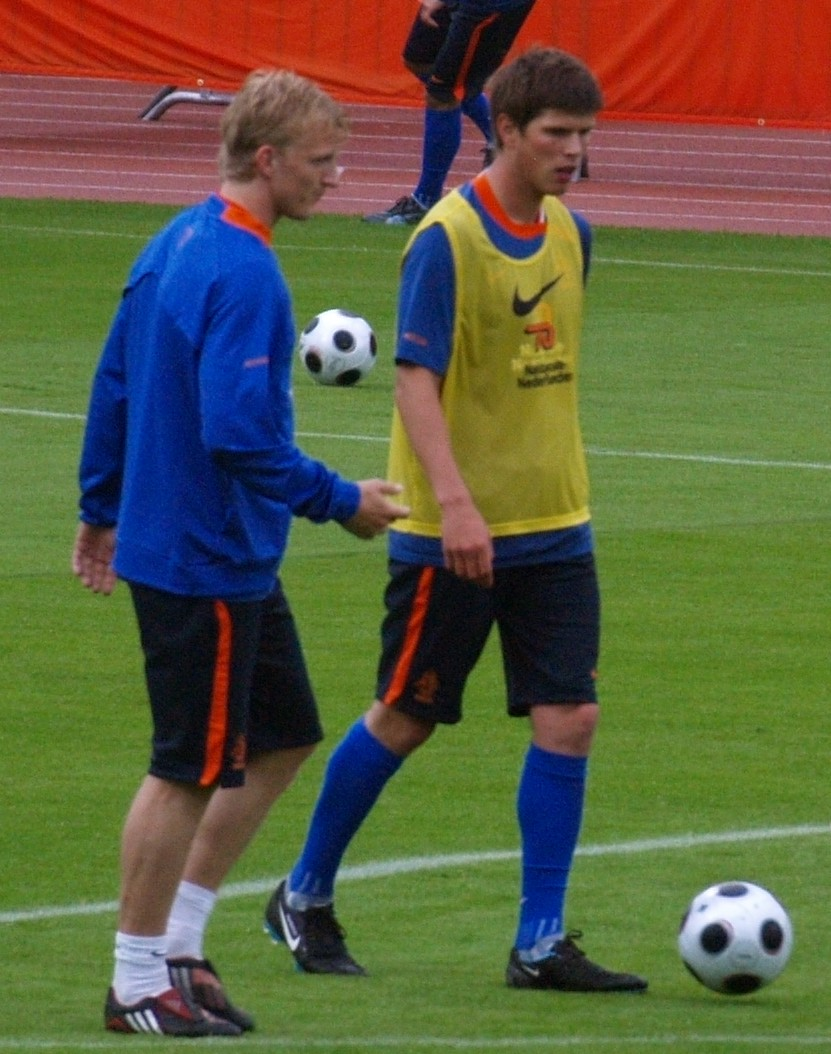
Кейт (ліворуч) з Клаас-Ян Хунтеларом на тренування перед Євро-2008

Дебютував в збірній в вересні 2004 року в матчі з Ліхтенштейном, в якому на посту головного тренера дебютував Марко ван Бастен. Він відразу ж позбавився старої гвардії — Роя Маккая та Патріка Клюйверта. З того часу Кейт грав за збірну регулярно.
На Чемпіонаті світу 2006 року Кейт грав не багато, проте вже на Євро-2008 він провів всі чотири матчі своєї збірної, відзначившись двома м'ячами.
У відбірковому циклі Чемпіонату світу 2010 з гравців атакувального блоку Кейт відіграв найбільше — у восьми матчах кваліфікаційного турніру він забив три м'ячі, один з яких з пенальті.

## Ігрові дані
Надлишку техніки у Кейта не спостерігається, зате чудово розвинене відчуття позиції, що допомагає йому вигравати чимало єдиноборств. Сильний у завершенні та у творенні. Здатний відпрацьовувати там, де йому скаже тренер.

## Приватне життя
У Дірка від раку померли батько і брат, тому він витрачає чимало грошей на благодійність, допомагаючи програмами по боротьбі з раком. А всі свої голи відзначає, падаючи на коліна і піднімаючи руки до неба у знак пам'яті про своїх родичів.

## Статистика ігор

### Клубна
| Клуб              | Сезон             | Ліга | Ліга | Кубки | Кубки | Єврокубки | Єврокубки | Інші | Інші | Усього | Усього |
| Клуб              | Сезон             | Ігри | Голи | Ігри  | Голи  | Ігри      | Голи      | Ігри | Голи | Ігри   | Голи   |
| ----------------- | ----------------- | ---- | ---- | ----- | ----- | --------- | --------- | ---- | ---- | ------ | ------ |
| Утрехт            | 1998/99           | 28   | 5    | 2     | 1     | 0         | 0         | 0    | 0    | 30     | 6      |
| Утрехт            | 1999/00           | 32   | 6    | 4     | 4     | 0         | 0         | 0    | 0    | 36     | 10     |
| Утрехт            | 2000/01           | 32   | 13   | 5     | 3     | 0         | 0         | 0    | 0    | 37     | 16     |
| Утрехт            | 2001/02           | 34   | 7    | 3     | 3     | 4         | 1         | 0    | 0    | 41     | 11     |
| Утрехт            | 2002/03           | 34   | 20   | 4     | 2     | 2         | 1         | 0    | 0    | 40     | 23     |
| Утрехт            | Усього            | 160  | 51   | 18    | 13    | 6         | 2         | 0    | 0    | 184    | 66     |
| Феєнорд           | 2003/04           | 34   | 20   | 2     | 1     | 4         | 1         | 0    | 0    | 40     | 22     |
| Феєнорд           | 2004/05           | 34   | 29   | 3     | 4     | 7         | 3         | 0    | 0    | 44     | 36     |
| Феєнорд           | 2005/06           | 33   | 22   | 1     | 0     | 2         | 1         | 2    | 2    | 38     | 25     |
| Феєнорд           | Усього            | 101  | 71   | 6     | 5     | 13        | 5         | 0    | 0    | 122    | 83     |
| Ліверпуль         | 2006/07           | 34   | 12   | 1     | 1     | 11        | 1         | 2    | 0    | 48     | 14     |
| Ліверпуль         | 2007/08           | 32   | 3    | 4     | 1     | 12        | 7         | 2    | 0    | 48     | 11     |
| Ліверпуль         | 2008/09           | 38   | 12   | 2     | 0     | 11        | 3         | 0    | 0    | 51     | 15     |
| Ліверпуль         | 2009/10           | 37   | 9    | 2     | 0     | 13        | 2         | 1    | 0    | 53     | 11     |
| Ліверпуль         | 2010/11           | 33   | 13   | 1     | 0     | 7         | 2         | 0    | 0    | 41     | 15     |
| Ліверпуль         | 2011/12           | 22   | 1    | 3     | 1     | 0         | 0         | 5    | 2    | 28     | 3      |
| Ліверпуль         | Усього            | 198  | 50   | 12    | 3     | 54        | 15        | 12   | 3    | 285    | 71     |
| Фенербахче        | 2012/13           | 1    | 1    | 1     | 1     | 2         | 2         | 0    | 0    | 4      | 4      |
| Фенербахче        | Усього            | 1    | 1    | 1     | 1     | 2         | 2         | 0    | 0    | 4      | 4      |
| Усього за кар'єру | Усього за кар'єру | 457  | 172  | 36    | 21    | 73        | 22        | 7    | 1    | 575    | 218    |

### Міжнародна
| Нідерланди | 2004   | 5  | 1  |
| Нідерланди | 2005   | 10 | 2  |
| Нідерланди | 2006   | 12 | 2  |
| Нідерланди | 2007   | 8  | 1  |
| Нідерланди | 2008   | 13 | 3  |
| Нідерланди | 2009   | 11 | 4  |
| Нідерланди | 2010   | 14 | 4  |
| Нідерланди | 2011   | 11 | 7  |
| Усього     | Усього | 84 | 24 |

## Нагороди

### Командні
«Утрехт»
- Володар Кубка Нідерландів: 2002-03

«Ліверпуль»
- Володар Кубка Футбольної ліги: 2011-12

«Фенербахче»
- Чемпіон Туреччини: 2013–14
- Володар Кубка Туреччини: 2012-13
- Володар Суперкубка Туреччини: 2014

«Феєнорд»
- Чемпіон Нідерландів: 2016-17
- Володар Кубка Нідерландів: 2015-16

Збірна Нідерландів
- Віцечемпіон світу: 2010
- Бронзовий призер чемпіонату світу: 2014

### Особисті
- Найкращий бомбардир Ередивізі: 2005
- Золота бутса Нідерландів: 2003, 2006